# Nuanchan Tangprapassorn
Nuanchan Tangprapassorn – tajska judoczka.
Uczestniczka mistrzostw świata w 1995 i 1999. Brązowa medalistka igrzysk azjatyckich w 1998. Piąta na mistrzostwach Azji w 2001. Trzecia na igrzyskach Azji Południowo-Wschodniej w 2001 roku.